# Warthebruch

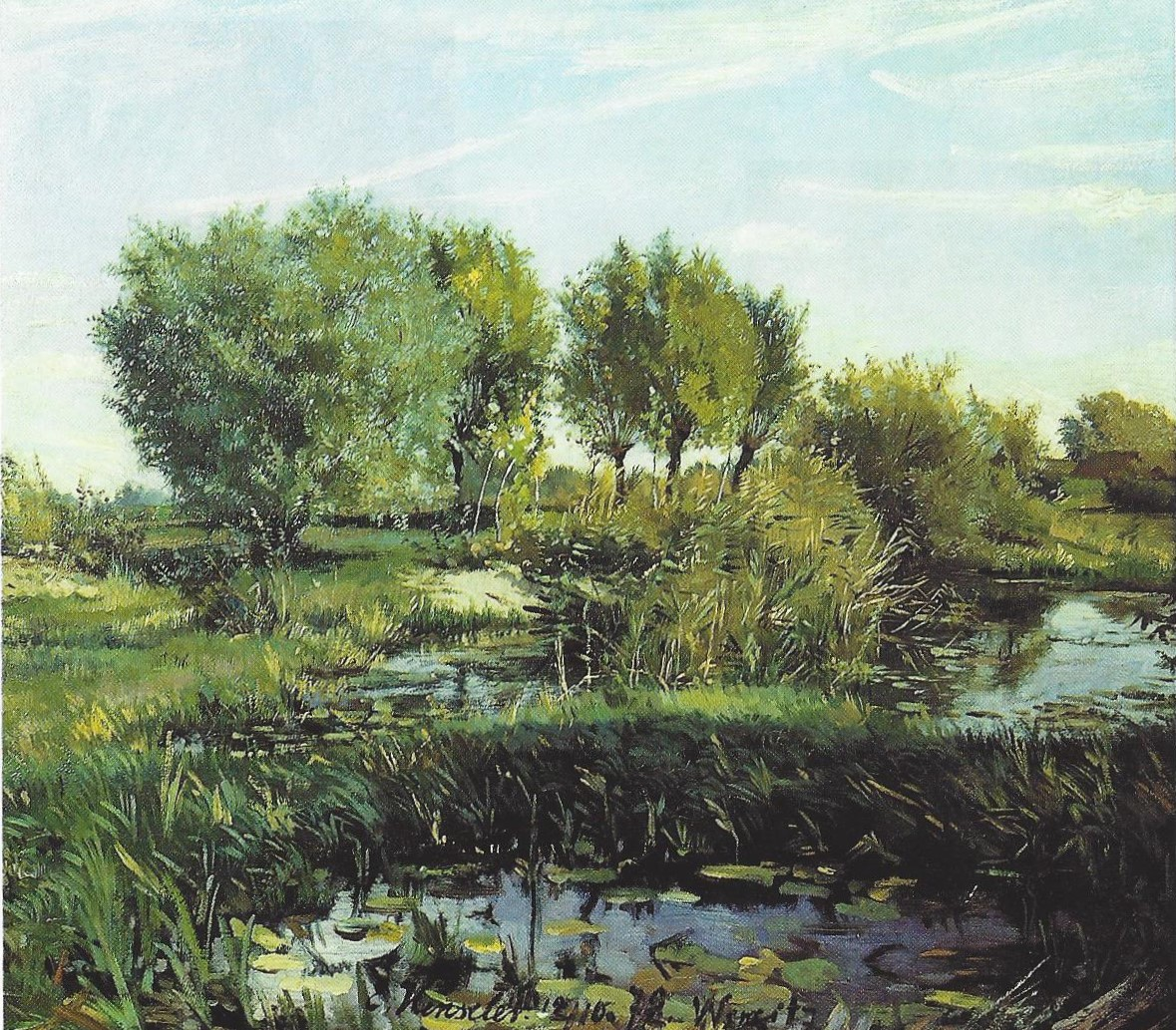
Ernst Henseler: Die alte Warthe (1872)

Das Warthebruch (polnisch Błota nadwarciańskie) ist eine von der Warthe durchflossene Bruchlandschaft in der ehemals brandenburgischen Neumark, die heute in der polnischen Woiwodschaft Lebus liegt.

## Geschichte

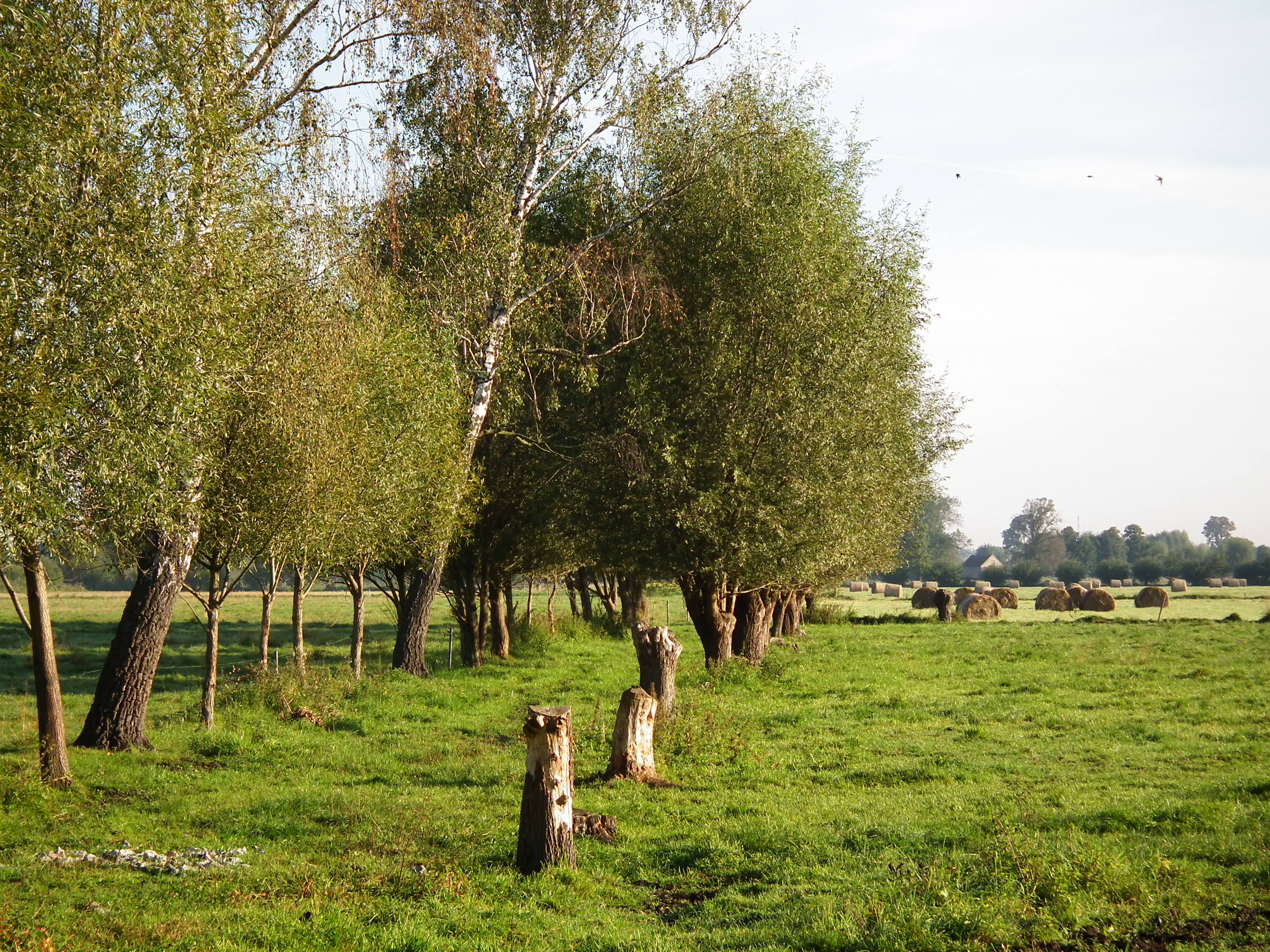
Landschaft nach der friderizianischen Kolonisation in Bolemin (Blockwinkel)

Preußens König Friedrich II. beauftragte Franz Balthasar Schönberg von Brenkenhoff mit der Trockenlegung und Urbarmachung der Region zwischen Küstrin und Landsberg an der Warthe. Die Trockenlegung fand 1763 bis 1767 analog zu der Trockenlegung des Netzebruches und ähnlich dem des Oderbruches statt. Hierdurch wurden dem preußischen Staat 95.201 Morgen urbares Land geschaffen.
Nach der Urbarmachung neu gegründete Kolonistendörfer:
- Ceylon[2]
- Charleston
- Cocceji (um 1771, heute: Krzyszczyna)[3]
- Cocceji–Neuwalde (1774, heute: Krzyszczynka)[3]
- Coccejj–Neudorf (1774)[3]
- Gerlachsthal (um 1771)[3]
- Hampshire
- Hanmerecke[3]
- Jamaika
- Landsberger Holländer (heute: Chwałowice)[3]
- Lossow (1774)[3]
- Maryland
- Neu Amerika
- Philadelphia
- Raumerswalde (um 1771, heute: Roszkowice)[3]
- Schützensorge[2]
- Sumatra

## Deichhauptmann
- 1774: Spaldung
- 1810: Carl August Senff[4]
- 1858: Emanuel Schmolling